# Museo etnostorico Nello Cassata
Il Museo Etnostorico "Nello Cassata" è un museo di Barcellona Pozzo di Gotto.
Sorge su un'area di 1500 metri, che comprende una casa padronale (la Casa di Manno, residenza di campagna della famiglia Cassata) a due elevazioni di fine Ottocento, anche sede del primo nucleo storico del museo.
L'edificio conserva al piano basso l'antico palmento dai tetti a botte, la porta d'ingresso decorata a rilievo con scene di vita agreste, l'atrio lastricato in pietra viva locale, le luminarie ottocentesche, immerso nel verde di un giardino tipico siciliano tra piante e alberi di fiori variopinti e frutti.
Il museo è gestito dall'Istituto Europeo d'Etnologia "Oikos", ente no-profit, e dà lavoro a circa trenta collaboratori.

## Descrizione

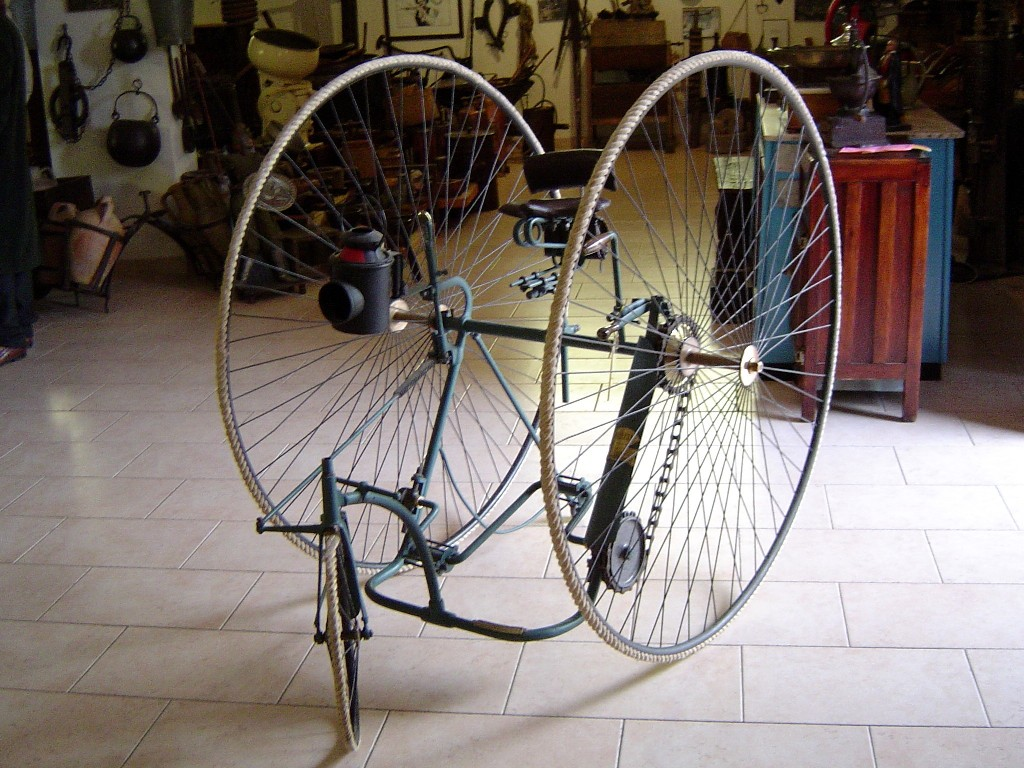
Triciclo

Nell'area del museo sono state ricostruite circa quarantacinque botteghe d'arti e mestieri, con ventimila reperti d'epoca catalogati e sottoposti al vincolo d'indisponibilità dalla Soprintendenza ai Beni Culturali di Messina.

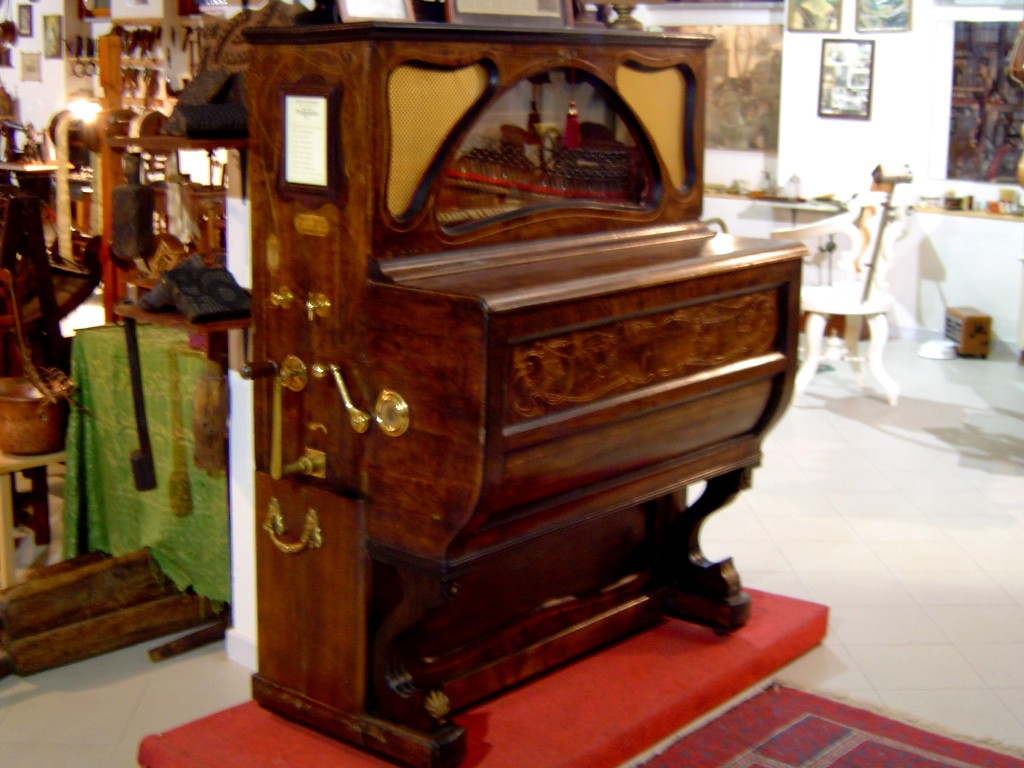
Jukebox di inizio XX secolo

L'esposizione comprende circa 3000 reperti della collezione.
Le botteghe ricostruiscono il ciclo del lavoro artigianale con metodi tradizionali, esponendo strumenti e attrezzi restaurati e funzionanti. L'esposizione segue i dettami di Giuseppe Pitrè, studioso il siciliano che nel XIX secolo fu tra i fondatori della scienza etnoantropologica in Italia.

## Storia del museo
Il nucleo iniziale della collezione è stata una raccolta di cucchiai d'osso, usati dai pecorai per il pasto durante gli alpeggi, raccolti dal fondatore del Museo, l'avvocato Nello Cassata.
Cassata, poeta dialettale, storico e cultore di cose siciliane, iniziò la raccolta a metà del XX secolo, trasmettendo poi la passione al figlio Franco, Procuratore Generale presso la Corte d'Appello di Messina, il quale lo ha coadiuvato negli anni nell'opera di raccolta dei reperti.
Nel 1995 è stato fondato l'Istituto Oikos per gestire il Museo, che in quell'anno aprì al pubblico.
L'ente promuove varie manifestazioni culturali che hanno per tema la cultura materiale e l'antropologia (convegni di studio tematici, rassegne con esibizioni di cantastorie, teatro delle marionette e teatro classico ed in lingua). Annovera una biblioteca specializzata in antropologia generale e storia siciliana con una copiosa emeroteca e videoteca, fruibili al pubblico.
Il museo collabora con le istituzioni culturali del territorio, offrendo consulenza per la redazione di tesi di laurea in tema, e ha pubblicato alcuni volumi.
Promuove a titolo gratuito visite didattiche e formative in favore degli enti di volontariato sociale.

## L'esposizione

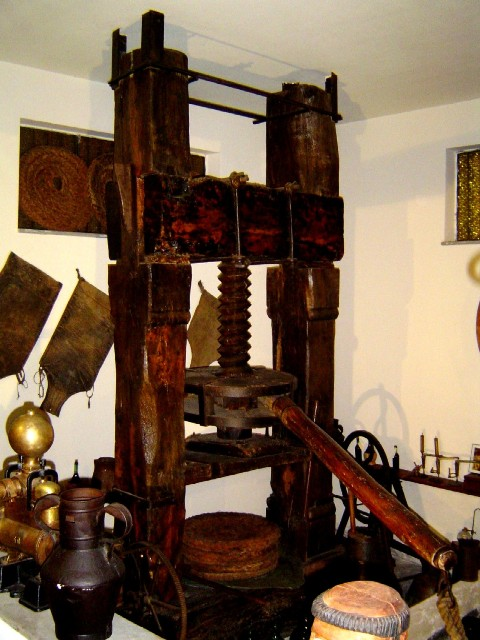
Torchio verticale

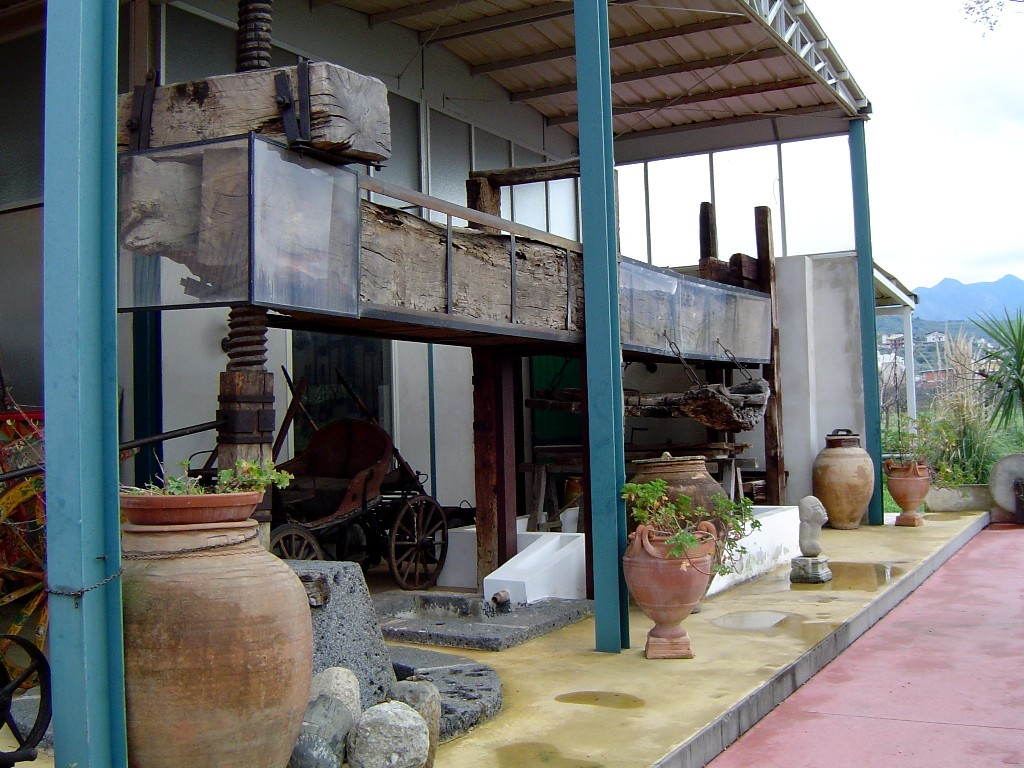
Torchio orizzontale per la spremitura dell'uva

Il museo non è organizzato per settori, ma documenta le arti e i mestieri nella loro generalità. Per tipologia, qualità e quantità dei reperti è ritenuto una delle più interessanti e complete realtà antropologiche in Italia.
Annesso al museo vi è un laboratorio di restauro che svolge anche corsi didattici, un punto di ristoro con book shop e un giardino di piante rare siciliane mediterranee.
Nell'esposizione vi sono numerosi arredi agricoli, incluso un antico torchio verticale in legno di rovere da tappeto, un torchio millenario in quercia a struttura e funzionamento orizzontale, un prototipo di trattore con motore a scoppio, una collezione di aratri antichi a chiodo e a vomere, una macchina per la semina e un'imballatrice di fieno.
Vi è ricostruita una bottega del carradore, il costruttore del carretto siciliano.
Sono esposti diversi utensili casalinghi, tra cui la prima lavatrice in metallo a meccanica manuale, un semicupio da bagno, alcune sputacchiere in maiolica, un bidet portatile incassato in un mobile in radica di noce.
I reperti di archeologia industriale includono prototipi di macchine da scrivere, tra cui
- un clavicembalo scrivano con unico tasto mobile
- una Odell 1b con indice lineare di prima generazione
- una Blickensderfer 5 del 1880 con tampone inchiostratore e testina rotante
- una Stansby&Wayne per non vedenti interamente in legno, che modula il sistema Braille

Oltre a queste, vi sono alcuni fonografi musicali con disco a cera di Edison, un prototipo di giradischi portatile da picnic dei primi anni del XX secolo, il telegrafo senza fili di Marconi, un set di macchine fotografiche da posa e uno dei primi ingranditori datato 1865.
Vi sono inoltre calcolatori meccanici a dodici cifre per la quattro operazioni aritmetiche, la prima fotocopiatrice portatile lignea con lavagna di ardesia a polvere di grafite, un tornietto meccanico con ancine per la lavorazione dei pupazzi di cera.
Una parte dell'esposizione è dedicata agli strumenti navali, con un radiogoniometro in bronzo, alcune grandi bussole e diversi arredi in bronzo. Nel museo è conservato l'arredo ligneo di una tipografia dei primi del novecento con i caratteri mobili Bodoni, una lanterna magica dei fratelli Lumiere datata 1886, un cinematografo degli anni trenta e un triciclo di metà ottocento con ruote rivestite in corda.
Un'altra parte è invece dedicata alla tecnologia bellica, e include fondine per polvere da sparo garibaldine, attrezzature da campo, fucili con baionetta, alabarde, il tricolore con lo stemma dei Savoia e altri reperti delle guerre mondiali..
Nel museo è conservata una Chansona a danser, una macchina musicale costruita a fine ottocento dal francese Folliot e proveniente da Verdun destinata all'uso nei cafè chantant: funziona grazie ad un sistema meccanico a molla e rullo fonotattico, tramite cui dei martelletti battenti sulle corde e i campanelli riproducono una delle dieci melodie presenti sul cilindro chiodato presente all'interno della macchina.
Il museo possiede anche una raccolta d'epoca di manoscritti musicali e pagine a stampa, nonché numerosi strumenti tra cui una viola d'amore, trombe, trombette e tromboni e una raffinata fisarmonica con intarsi in bachelite.